# HD174021
HD174021 — хімічно пекулярна зоря спектрального класу
F й має видиму зоряну величину в смузі V приблизно  8,9.